# Argyrotome subinquinata
Argyrotome subinquinata là một loài bướm đêm trong họ Geometridae.